# Plectus tubifer
Plectus tubifer är en rundmaskart. Plectus tubifer ingår i släktet Plectus och familjen Plectidae. Inga underarter finns listade i Catalogue of Life.